# Prata di Principato Ultra
Prata di Principato Ultra ist eine Gemeinde mit 2679 Einwohnern (Stand 31. Dezember 2023) in der Provinz Avellino, Region Kampanien.
Die Nachbarorte von Prata di Principato Ultra sind Altavilla Irpina, Grottolella, Montefredane, Montemiletto, Pratola Serra, Santa Paolina und Tufo.

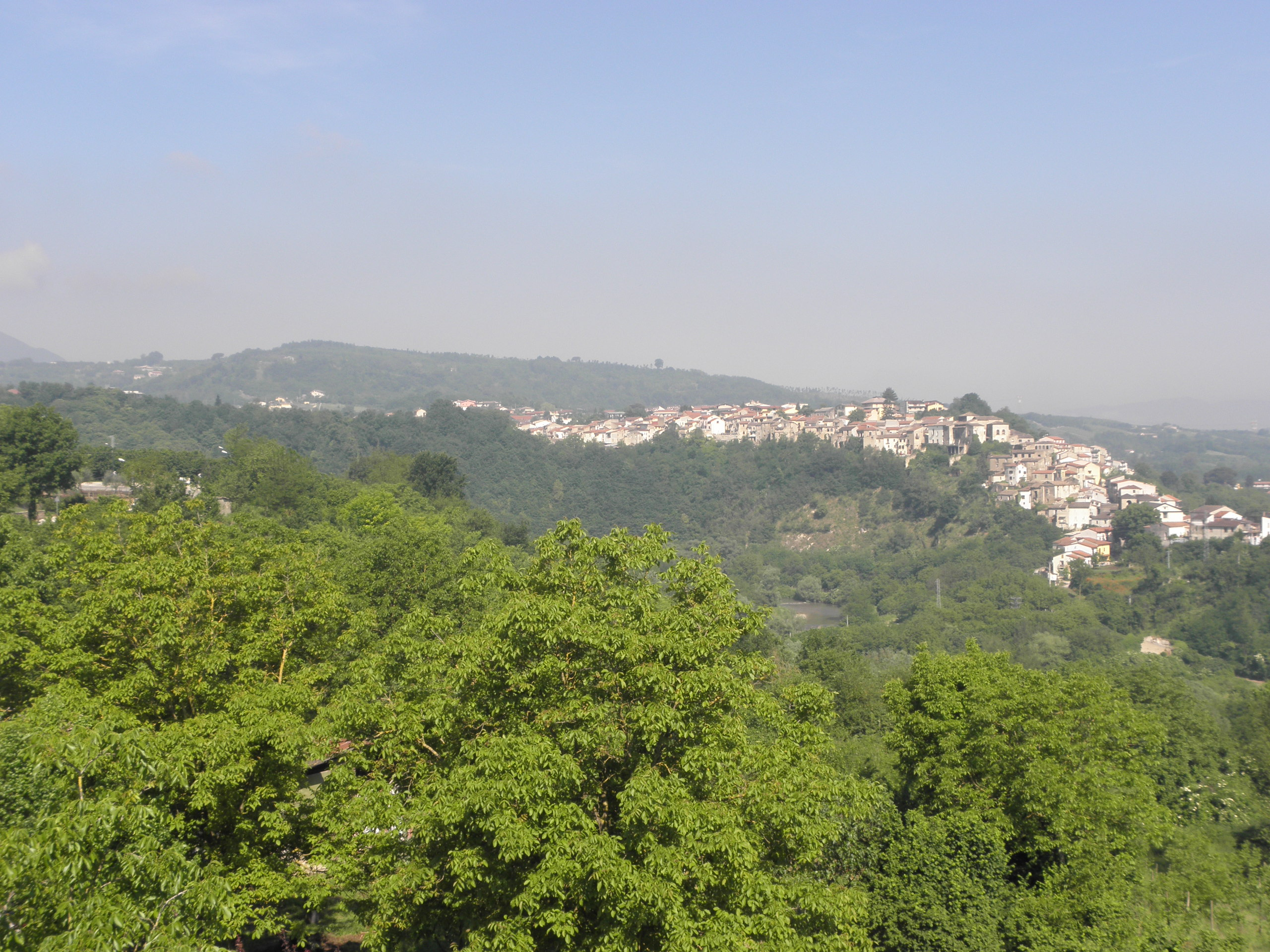
Prata di Principato Ultra

## Bevölkerungsentwicklung
Prata di Principato Ultra zählt 1144 Privathaushalte. Zwischen 1991 und 2001 fiel die Einwohnerzahl von 3050 auf 3011. Dies entspricht einer prozentualen Abnahme von 1,3 %.